# Pixel
Pixel é o menor elemento em um dispositivo de exibição (por exemplo, um monitor), ao qual é possível atribuir-se uma cor. De uma forma mais simples, um pixel é o menor ponto que forma uma imagem digital, sendo que um conjunto de pixels com várias cores formam a imagem inteira.

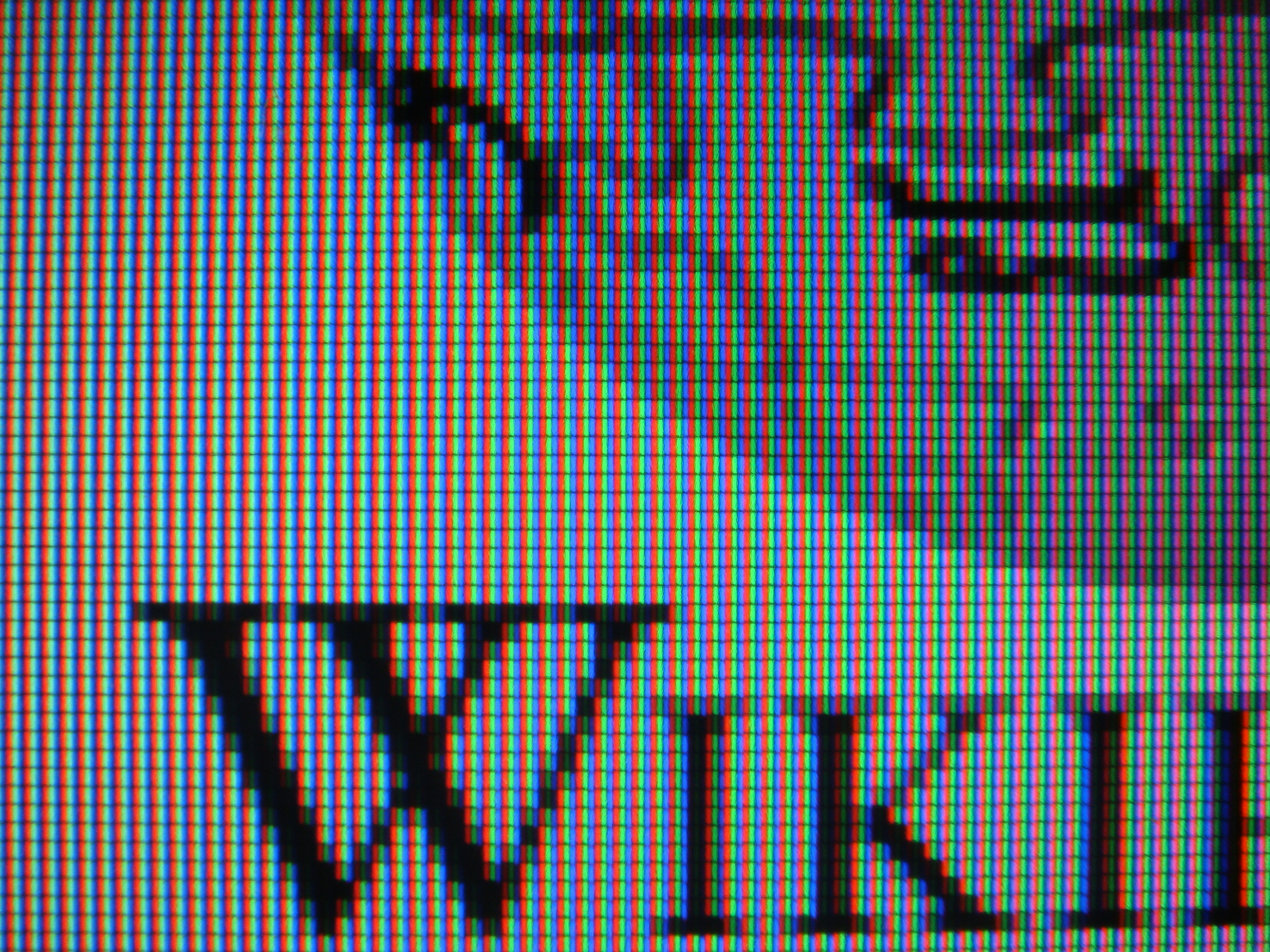
Conjunto de pixels de um monitor LCD.

A palavra pixel (plural "pixels") é um estrangeirismo proveniente do inglês (anglicismo). É aglutinação de picture e element, ou seja, elemento de imagem, sendo pix a abreviatura em inglês para pictures.
Já faz parte do léxico do português, sendo aportuguesada como píxel (plural "píxeis").
Em um monitor colorido, cada pixel é composto por um conjunto de 3 pontos: verde, vermelho e azul. Nos melhores monitores, cada um desses pontos é capaz de exibir 256 tonalidades diferentes (o equivalente a 8 bits) e combinando tonalidades dos três pontos é então possível exibir pouco mais de 16,7 milhões de cores diferentes (exatamente 16 777 216). Em resolução de 640 x 480 temos 307 200 pixels, a 800 x 600 temos 480 000 pixels, a 1024 x 768 temos 786 432 pixels e assim por diante.

## Definições Técnicas

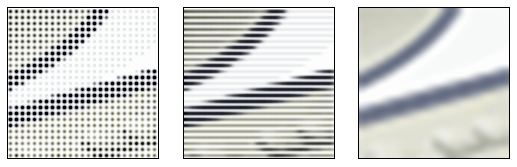
Um pixel não precisa representar obrigatoriamente um pequeno quadrado. As imagens mostram maneiras alternativas de se reconstruir uma imagem usando: um conjunto de pixels (píxeis), pontos, linhas e filtragem, respectivamente.

Um pixel é considerado como o menor componente de uma imagem digital. A definição de pixel é altamente dependente do contexto ao qual a palavra está inserida. Por exemplo, pode ser "pixels imprimíveis" de uma folha ou página, pixels transportados por sinais eletrônicos, representado por valores digitais, pixels em dispositivos de exibição como monitores ou pixels presentes nos elementos fotossensores de uma câmera digital. Esta lista de definições não foi exaurida, e, dependendo de contexto específico, existem vários outros termos que podem ser sinônimos de pixel, tais como PEL, sample, byte, bit, dot, spot, etc.  A expressão "pixels" pode ser usado de maneira abstrata, ou de maneira mais concreta como unidade de medida (em especial, utilizam-se pixels como medida resolução, por exemplo: 2400 pixels por polegada, 640 pixels por linha, espaçamento de 10 pixels de distância).
As medidas "pontos por polegada" (dpi) e "pixels por polegada" (ppi) às vezes são utilizadas de forma indiscriminada, mas têm significados distintos, especialmente para dispositivos de impressão, pois o dpi é uma medida de densidade da colocação dos pontos de uma impressora no papel (tais como jato de tinta). Por exemplo, uma imagem de alta qualidade fotográfica pode ser impressa com seiscentos ppi em uma impressora jato de tinta de 1200 dpi. Mesmo valores elevados no número de dpi, como 4800 dpi citado por fabricantes de impressoras desde 2002, não significam muito em termos de resolução possível.

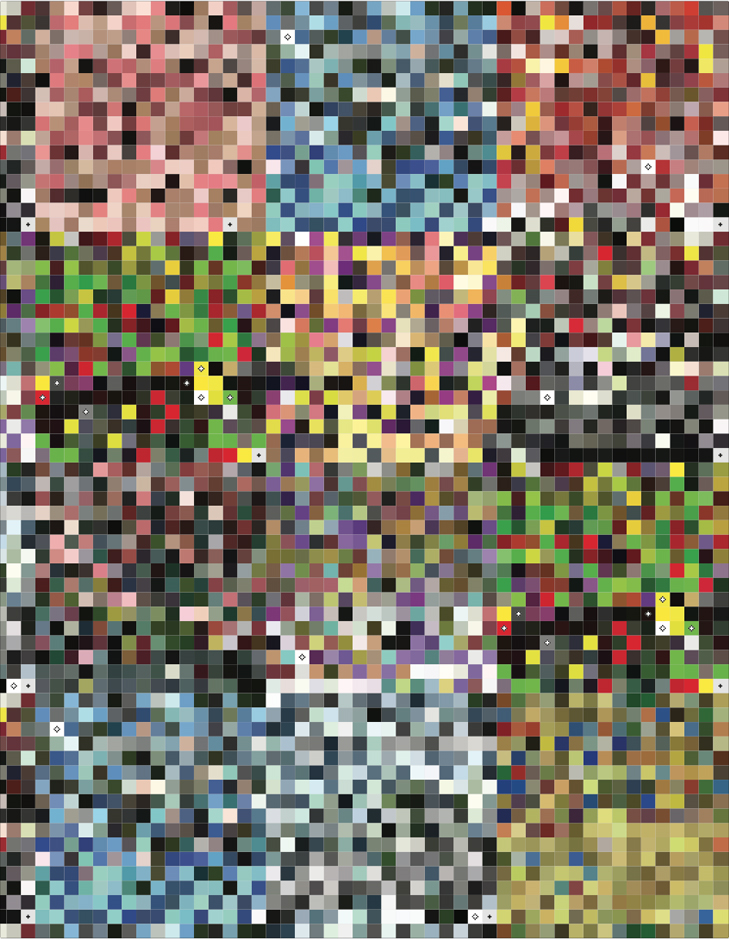
Arte com pixel

Quanto mais pixels utilizados para representar uma imagem, mais esta se aproxima de parecer com o objeto original. Algumas vezes, o número de pixels numa imagem é chamado de resolução, embora a resolução tenha uma definição mais específica. Medidas de pixels podem ser expressas como um único número, por exemplo, uma câmera digital de "três-megapixels", que tem um valor nominal de três milhões de pixels; ou como um par de números, por exemplo, um monitor com "640 por 480", onde se tem 640 pixels de um lado ao outro do monitor e 480 de cima para baixo (monitor VGA), e, portanto, tem um total de
640 × 480 = 307 200 pixels ou 0,3 megapixels.
Os pixels que formam uma imagem digitalizada (como arquivos JPEG usados em páginas da Internet) podem ou não estar em correspondência de "um para um" com pixels da tela do computador, isso depende de como o monitor do computador está configurado para exibir uma imagem. Em computação, uma imagem composta por pixels é conhecida como uma imagem "bitmap" ou "raster image". A palavra "raster" provém de padrões de varredura utilizadas em televisores, e tem sido amplamente utilizado para descrever a impressão de meio-tom semelhante e também em técnicas de armazenagem.

## Megapixel
Megapixel (ou megapíxel) designa um valor equivalente a um milhão de pixels/píxeis. É utilizado nas câmeras digitais para determinar o grau de resolução, ou definição de uma imagem. Uma resolução de 1,3 megapixels significa que existem aproximadamente 1 300 000 pixels na imagem, o que corresponde a nada além da multiplicação da largura pela altura da imagem, ou seja, uma imagem de 1280 pixels de largura por 1024 pixels terá exatamente 1 310 720 pixels.

### Padrões de resolução

Com tantas telas diferentes fabricadas em smartphones e tablets, foram criados nomes padrões para definir cada resolução, correspondentes à altura e à largura da tela.
| Padrão                                    | MegaPixels     | Resolução (px)           | Tamanho (cm)*            | Proporção |
| ----------------------------------------- | -------------- | ------------------------ | ------------------------ | --------- |
| QSIF                                      | 0.019          | 160 x 120                | 1,35 x 1                 |           |
| QCIF                                      | 0.025          | 176 x 144                | 1,5 x 1,22               |           |
| CVGA                                      | 0.064          | 320×200                  | 2,7 x 1,7                |           |
| QVGA (às vezes chamado de SIF)            | 0.077 4:3      | 320 x 240                | 2,7 x 2                  |           |
| CIF (Sigla de Common intermediate Format) | 0.101          | 352 x 288                | 3 x 2,44                 |           |
| HVGA (sigla de Half VGA)                  | 0.154 3:2      | 480 x 320                | 5,4 x 2                  |           |
| VGA (sigla de Video Graphics Array)       | 0.307          | 640 x 480                | 5,4 x 4                  | 4:3       |
| HD1                                       | 0.173          | 720 x 240                | 6 x 2                    |           |
| NTSC/D1                                   | 0.346          | 720 x 480                | 6 x 4                    |           |
| PAL (sigla de Phase Alternating Line)     | 0.442          | 768 x 576                | 6,5 x 4,8                |           |
| WVGA (tambem chamado FWVGA)               | 0.410          | 854 x 480                | 7,2 x 4                  |           |
| SVGA (sigla de Super VGA)                 | 0.480          | 800 x 600                | 6,7 x 5                  | 4:3       |
| DVGA (sigla de Double VGA)                | 0.480          | 960 x 640                |                          |           |
| XGA (tambem chamado de XVGA)              | 0.786          | 1024 x 768               | 8,7 x 6,5                |           |
| HDV 720 (Sigla de High Definition Video)  | 0.922          | 1280 x 720               | 10,8 x 6                 |           |
| WXGA                                      | 0.983 ou 1.024 | 1280 x 768 ou 1280 x 800 | 10,8 x 6,5 ou 10,8 x 6,7 |           |
| SXGA                                      | 1.311          | 1280 x 1024              | 10,8 x 8,7               |           |
| WXGA+                                     | 1.296          | 1440 x 900               | 12,2 x 7,6               |           |
| SXGA+                                     | 1.470          | 1400 x 1050              | 11,85 x 8,9              |           |
| WSXGA+                                    | 1.764          | 1680 x 1050              | 14,2 x 8,9               |           |
| UXGA                                      | 1.920          | 1600 x 1200              | 13,5 x 10                |           |
| HDV 1080                                  | 2.074          | 1920 x 1080              | 16,256 x 9,144           | 16:9      |
| WUXGA                                     | 2.304          | 1920 x 1200              | 16,256 x 10,16           |           |
| QXGA                                      | 3.146          | 2048 x 1536              | 17,3 x 13                |           |
| WQXGA                                     | 4.096          | 2560 x 1600              | 21,7 x 13,5              |           |
| QSXGA                                     | 5.243          | 2560 x 2048              | 21,7 x 17,3              |           |
| WQSXGA                                    | 6.554          | 3200 x 2048              | 27 x 17,3                |           |
| QUXGA                                     | 7.680          | 3200 x 2400              | 27 x 20,3                |           |
| WQUXGA                                    | 9.216          | 3840 x 2400              | 32,5 x 20,3              |           |
| WUQSXGA                                   | 11.298         | 4200 x 2690              | 35,5 x 22,7              |           |

- Tamanho da imagem impressa em qualidade fotográfica (300 DPI (Dot Per Inch), Pontos Por Polegada ou PPP - Pixel Por Polegada)

## Gigapixel
Com a modernização da fotografia panorâmica, os limites de resolução estenderam-se a tal ponto que se começou a usar o termo gigapixel para as foto-montagens que atingissem mais do que um bilhão de pixels de resolução.